# Ramón Castilla
Ramón Castilla y Marquesado, [raˈmõŋ kasˈtiʝa] (ur. 31 sierpnia 1797 w San Lorenzo de Tarapacá, zm. 30 maja 1867 w Tiliviche) – peruwiański generał i polityk, uczestnik walk o niepodległość Peru (1821-1824), prezydent Peru (1845-1851 oraz 1855-1862), na ponad dwadzieścia lat zdominował politykę Peru, stabilizując ją. Zyski pochodzące z eksportu guano pozwoliły na redukcję zadłużenia oraz poprawę transportu. Zniósł niewolnictwo i podatek pogłówny od Indian. Inicjator wielu reform dotyczących m.in. oświaty.